# Fredrik Ericsson
Pour les articles homonymes, voir Ericsson (homonymie).
Frederik Ericsson est un coureur cycliste suédois, né le 18 septembre 1978 à Uppsala.

## Palmarès
- 2003
  - Skandisloppet
- 2004
  - 3e du championnat de Suède de cross-country
- 2006
  - Östgötaloppet
  - 2e du Roserittet DNV Grand Prix
  - 3e du Ringerike Grand Prix
- 2008
  -  Champion de Suède du contre-la-montre
  - Hammarö 3-dagars :
    - Classement général
    - 1reb étape (contre-la-montre)

  - Energitrampet :
    - Classement général
    - 1re étape

  - Classement général du Ringerike Grand Prix
  - Laxå 3-dagers :
    - Classement général
    - 3e étape (contre-la-montre)

  - 1re et 2e étapes du Scandinavian Week
- 2009
  - Falu 3-dagars :
    - Classement général
    - 1re (contre-la-montre par équipes) et 2e étapes

  - Skandis Grand Prix
  - 2e du championnat de Suède du contre-la-montre
  - 2e du championnat de Suède sur route
  - 3e du Ringerike Grand Prix

## Classements mondiaux
| Année            | 2006 | 2007 | 2008 | 2009 |
| ---------------- | ---- | ---- | ---- | ---- |
| UCI America Tour |      |      | 106e |      |
| UCI Europe Tour  | 312e | 967e | 221e | 130e |